# 狼塚古墳 (藤井寺市)
狼塚古墳（おおかみづかこふん）は、大阪府藤井寺市道明寺にあった古墳。形状は円墳。古市古墳群を構成した古墳の1つ。現在では墳丘は失われている。出土柵形埴輪及び木槽樋形土製品は藤井寺市指定有形文化財に指定されている。

## 概要
大阪府東部、藤井寺市・羽曳野市・松原市にまたがる大古墳群である古市古墳群のうち、中位段丘（国府台地）上の大鳥塚古墳東隣に築造された古墳である。1997年（平成9年）の発掘調査において、墳丘上半部が削平された埋没古墳として発見されている。
墳形は円形で、直径は推定復元28mを測る。墳丘外表には葺石・埴輪が認められる。墳丘西側には幅12メートル・長さ6メートルの造出を付し、造出上面からは形象埴輪（水鳥形・鶏形・盾形・家形埴輪）が出土している。また造出北西には平坦面を有し、囲形埴輪が設置される。埋葬施設は削平のため明らかでない。築造時期は古墳時代中期の5世紀中葉頃と推定される。
出土柵形埴輪及び木槽樋形土製品は2023年（令和5年）に藤井寺市指定有形文化財に指定されている。

## 遺跡歴
- 1997年（平成9年）、発掘調査の際に埋没古墳として発見。
- 2023年（令和5年）5月13日、出土柵形埴輪及び木槽樋形土製品が藤井寺市指定有形文化財に指定。

## 出土品
狼塚古墳からの出土品のうちでは、特に囲形埴輪が注目される。この埴輪は、造出と墳丘の北側接点の下段平坦面に設置される。埴輪全体としては一辺1.2メートルの方形を呈し、上部に鋸歯状の飾りを有する箱形埴輪（柵形埴輪）8点を一辺2点ずつ直列することで形成される。方形内部には円礫を敷き、中央には柄杓状の土製品を置く。
囲形埴輪に関連する遺構としては、南郷大東遺跡（奈良県御所市）における木樋を伴う区画遮蔽遺構が導水祭祀施設として知られており、水のマツリとしての性格が指摘される。

## 文化財

### 藤井寺市指定文化財
- 有形文化財
  - 狼塚古墳出土柵形埴輪及び木槽樋形土製品（考古資料） - 2023年（令和5年）5月13日指定。

## 関連施設
- 国立歴史民俗博物館（千葉県佐倉市） - 狼塚古墳出土の複製囲形埴輪を展示。

## 関連文献
（記事執筆に使用していない関連文献）
- 『古室山・大鳥塚古墳 -附章 狼塚古墳-』藤井寺市教育委員会〈藤井寺市文化財報告第41集 古市古墳群の調査研究報告VI〉、2017年。